# Makoa
 (mai 2019).
Si vous disposez d'ouvrages ou d'articles de référence ou si vous connaissez des sites web de qualité traitant du thème abordé ici, merci de compléter l'article en donnant les références utiles à sa vérifiabilité et en les liant à la section « Notes et références ».
Les Makoa sont une des ethnies de Madagascar même s'ils ne sont pas répertoriées officiellement comme tels.
Ce sont des descendants d'esclaves bantous, importés du Mozambique à Madagascar par des marchands d'esclaves au XVIIIe siècle,. Bien que les Makoa conservent une identité distincte, ils sont souvent confondus avec les Vézos. Ils vivent le long de la côte nord-ouest et constituent environ 1% de la population.
Les Makoa sont généralement de plus grande taille que la plupart des Malgaches et ont donc été recrutés par les Français comme policiers et soldats.